# Villa Guerrero (Jalisco)
Pour les articles homonymes, voir Villa Guerrero.
Villa Guerrero est un village et une municipalité de l'État de Jalisco au Mexique.

## Nom
À l'origine, il a porté le nom "Xonacatic" qui signifie : "lieu de ciboulettes" (type d'oignon cultivé dans la commune). Il a été ensuite connu sous le nom de "El Salitre" (Le Salpêtre) du fait de l'activité d'extraction de ce minéral dans la région. Une fois érigé en commune, on lui a donné le nom de Villa Guerrero en honneur du deuxième président du Mexique, Vicente Guerrero.

## Situation
Villa Guerrero est situé au nord de l'État de Jalisco, dans les coordonnées 103° 22′ 30″ à 103° 50′ 00″ longitude ouest et 21° 54′ 00″ à 22° 10′ 00″ latitude nord ; à une altitude de 1 767 mètres. La municipalité partage une frontière au nord avec la municipalité de Mezquitic et l'État de Zacatecas ; à l'est avec l'État de Zacatecas et la municipalité de Totatiche ; au sud avec les municipalités de Totatiche, Chimaltitán et Bolaños ; à l'ouest avec les municipalités Bolaños et de Mezquitic. La municipalité représente 1,368 % de l'État de Jalisco.

## Histoire
Avant sa conquête par les Espagnols, la municipalité de Villa Guerrero était habitée par les groupes indigènes Tepecanos (Tepehuanes). La région a été conquise par le capitaine Pedro Almíndez Chirino, qui a été envoyé par Nuño Beltrán de Guzmán en 1530. Peu après l'arrivée des Espagnols dans la région, les Wixárika ont immigré vers les ravins et les parties montagneuses de la région. La colonisation de la région par les Espagnols à la fin du XVIe siècle a apporté un nombre de familles Tlaxcaltecas à la région. La Couronne Espagnole a accordé en 1579 la concession de terre de la région à Luis de los Ríos Proaño. La concession était d'approximativement 120 km2 dans la vallée de Juanacatic (Xonacatic).
Les franciscains ont fondé des missions dans la région à la fin du XVIe siècle. Au début du XVIIe siècle, la région a été le foyer de plusieurs soulèvements de groupes indigènes, y compris celui dans lequel se sont unis les Tepehuanes et les Huicholes en 1607, qui a causé l'abandon de la région par le peu de familles espagnoles qui s'y étaient installées. En 1622, les decendientes Luis de los Ríos Proaño, avec intérêt remplacé dans le terrain, en demandant des copies de documents de la concession en Zacatecas. Le terrain a été vendu au capitaine Juan de Escobedo et le capitaine Juan Díaz de Infante. En 1673, des règlements européens dans la région étaient limités à une plantation appelée Juanacatic.
En 1676, l'administrateur militaire de Colotlán, Toribio González de Escalante, a commencé à extraire du salpêtre dans la vallée qui l'a rendu connue. L'extraction n'a pas été fructueuse en raison de son inefficacité et manque de main d'œuvre et avec le temps on a abandonné cette activité. En 1702, les Tepehuanes et les Wixárika des montagnes se sont encore unis dans un soulèvement. Comme une partie de la paix a été négociée, la Couronne espagnole a décidé qu'Ana Ordoñez Santiago, propriétaire principale et veuve de Juan Díaz de Infante, céderait une partie de ses terrains dans le plateau en échange de terrains dans le ravin. Ainsi les Tepehuanes ont récupéré leurs terrains ancestraux dans le plateau connus, comme Patahua. On a officiellement accordé la concession de cet emplacement aux Tepehuanes en 1733.
En 1779, Pedro Llanos y Valdés a acquis la plantation de Juanacatic et la région a commencé à voir une immigration européenne croissante. L'activité agricole de la région a été propulsée par la croissance de l'activité minière et population dans les mines proches de Bolaños. El Salitre est devenue une gare intermédiaire des trains de mule qui sortaient le minéral d'argent du ravin.
La région a été le théâtre de plusieurs batailles en 1810 pendant la Guerre d'indépendance. Quelques groupes indigènes de la région, y compris les Wixárika, ont combattu aux côtés de la Couronne espagnole dans cette guerre. Des réformes politiques, comme le Plan de Iguala déclaré en 1821 par le nouveau gouvernement indépendant, ont mis fin au traitement séparé des communautés indigènes et les terrains communaux des Tepehuanes ont été distribués à des individus.
En 1838, la région faisait partie du huitième canton de l'État Libre et Souverain de Jalisco dans la République Mexicaine et faisait partie de la municipalité de Totatiche dans ce canton. Les travaux de construction d'une église de pierre pour remplacer la hutte d'adobe du village de El Salitre ont commencé en 1905. Les travaux se sont terminés deux décennies plus tard, à la fin de la Révolution mexicaine. Le 27 avril 1921, le décret no 2057 régit en municipalité les commissariats de El Salitre et le 23 mai par le décret no 2063, le nom devient Villa Guerrero.